# NCR Corporation
NCR Corporation és una companyia nord-americana de tecnología fundada l'any 1884.

## Breu cronologia i història
La companyia va ser fundada amb el nom de National Manufacturing Company establerta a Ohio. A l'origen era una empresa fabricant i distribuidora de caixes registradores inventades l'any 1879.
La patent i la fàbrica la van comprar els germans John Henry i Frank Jefferson l'any 1884 i això va donar lloc a la nova empresa "National Cash Register Company".
Thomas J. Watson (fundador d'IBM) va treballar durant un temps a l'empresa com a director general de vendes. Kettering va dissenyar la primera màquina registradora amb motor elèctric l'any 1906. Poc temps després es va dissenyar la "Class 1000", que va durar 40 anys.
El creixement de NCR va ser espectacular. L'any 1911 ja havia venut més d'un milió de màquines i donava feina a més de 6.000 treballadors.
L'any 1912 van declarar la companyia culpable de violació de la llei Sherman. Patterson i Watson van ser condemnats a un any de presó per pràctiques empresarials il·legals. Tot i això les ajudes econòmiques que NCR va donar a la ciutat de Dayton (on estava establerta la firma) que havia patit una inundació el 1913, van provocar un fort sentiment popular contra la sentència.
L'any 1922 ja s'havien venut 2 milions d'unitats. L'any 1925 l'empresa va començar a cotitzar a borsa. Durant la primera guerra mundial la seva producció va canviar a productes militars: metxes i instrumental aeri.
A la segona guerra mundial la seva producció es va centrar en motors d'avió, bombes i màquines desxifradores de codis entre les quals es troba la "Bombe" de Joseph Desch.
Després de la guerra NCR es va convertir en l'empresa més potent desenvolupant tecnologia. L'any 1953 la companyia crea el departament d'electrònica. A partir d'aquell moment la companyia comença a introduir-se al món dels computadors. L'any 1957, amb la col·laboració de General Electric, fabrica el primer computador de la companyia basat en tecnologia de transistors, el NCR 304.
L'any 1962 NCR fabrica el NCR-315, un sistema de processament de dades que incloïa una unitat de CRAM. La primera unitat d'emmagatzemament massiu alternativa a la magnètica.
La companyia també va treure la NCR-500, molt semblant a la 315 però amb menys capacitat i potència. L'any 1968 en John L. Janning treballant a NCR inventa les pantalles de cristall líquid (LCD).
L'any 1968 NCR fabrica el seu primer ordinador amb circuits impresos el Century 100.
Igual que va fer IBM, NCR entra al món dels petits ordinadors.
L'any 1982 NCR entra al grup d'empreses que promovien l'arquitectura oberta amb el TOWER 16/32, del que se'n van vendre 100.000 unitats.
L'any 1980 comença a subministrar el terminal NCR-3390, el "terminal intel·ligent". I ofereix un sistema operatiu alternatiu al MS-DOS, s'anomena NCR-DOS i té la capacitat de canviar la velocitat de processador entre 6,8 o 10 MHz.
L'any 1990 introdueix el System 3000, un conjunt d'ordinadors basats en l'Intel 386 i el 486.
L'any 1991 NCR és adquirida per AT&T
L'any 1997 NCR s'independitza d'AT&T i finalment l'any 2007 la companyia informa que té intenció de transformar-se en dues.

### John Henry Patterson
Va ser molt famós per establir un canvi en les indústries. Va ser el que va obrir la indústria al camp: va establir parcs al voltant de la seva empresa. També la va obrir a l'exterior: va instaurar finestrals de forma que hi pogués accedir la llum i també es pogués ventilar. Finalment va dissenyar les residències dels seus empleats.
Va ser conegut també per ser un home molt obsessionat amb la salut: s'obligava ell mateix, a treballadors i directius a passar estrictes règims alimentaris.
També va ser responsable de molts acomiadaments a la seva empresa per raó no aparent.
Entre aquests hi ha el de Thomas Watson, integrant de l'empresa durant molts anys i que després del seu acomiadament va fundar IBM.
Tant Watson com Patterson van ser condemnats a presó per a pràctiques de mercat poc legals, tot i això es van acabar deslliurant de la pena gràcies a les seves donacions benèfiques.
Patterson va instaurar la primera escola per a comercials del moment. I durant els anys 20, la majoria d'executius d'empreses eren formats a la NCR.
Finalment va morir el 1922 deixant la seva empresa en mans del seu fill Frederick.

## Producció de NCR

### Class 1000
Creada durant els 1910. Una de les primeres màquines electròniques i que a més permetien comprovar el crèdit d'una persona (crèdit al banc). També ho podia fer la seva successora: la class 2000.
La van vendre durant 40 anys.

### Class 2000
Creada l'any 1921. Tenien capacitat d'impressió.
La màquina es va vendre fins al 1973, i se'n van fer diversos models, especialitzats per diferents tasques: administració, càlculs de salaris, comptes bancaris i d'altres.

### CRAM
CRAM (Card Random Access Memory).
És una unitat d'emmagatzematge de dades inventada l'any 1962.
Contenia 256 targetes de 3x14 fetes amb una part de cinta magnètica, cada calaix de targetes contenia aproximadament 5,5 Mb en caràcters. Les targetes estaven suspeses en un dispositiu rotatori que girava i deixava caure la targeta en el lloc per llegir/escriure, a més a més hi havia un dispositiu que injectava aire entre les targetes perquè no s'enganxessin i per augmentar la velocitat de lectura/escriptura, ja que aquesta velocitat depenia de la freqüència de passada de les targetes pel lector/escriptor. Un cop la targeta s'havia usat, retornava a una unitat de "càrrega" que la tornava a desar al calaix. El carregador usava uns solenoides magnètics per fer moure la carta. Cada targeta era únicament identificada.
Aquesta unitat era una màquina extremadament grossa, constava de 2 grans motors que donaven energia a 4 bufadors. La capacitat màxima de la màquina eren 5 targetes al mateix temps (una caient, una al lector/escriptor, dues en procés de retorn, i una última sent carregada altre cop al calaix). Entenem per tant la importància de la velocitat de moviment de les targetes a la màquina. Aquest sistema era tan rudimentari que quan una targeta no anava on tocava, calia tractar les targetes caigudes amb una mena de vara.
Versions posteriors: 353-2, 353-3. Tenien calaixos de 512 targetes: es doblava la capacitat de la màquina.
La màquina tenia una ràtio de transferència de 100kbps.
En el cas que caiguessin dues targetes al mateix temps, el soroll que feia la màquina en funcionar feia que els tècnics s'adonessin de seguida del problema (la màquina no deixava de funcionar).
Si a un operador li queien totes les targetes d'un calaix, no importava l'ordre en què es posaven, ja que cada targeta portava una numeració que la màquina reconeixia.
Aquest dispositiu va tenir molt d'èxit als anys 60, i va anar entre la cinta magnètica fins que es va inventar la tecnologia dels discs durs.

### Century 100
La podem considerar la primera computador de NCR amb circuits integrats. Es va produir l'any 1968.
Característiques:
- De 16 a 32 KB de "ram"
- Lector de targetes perforades (de fins a 80 columnes)
- impressora
- 2 discs extraibles de 10 Mb cadascun.

Per executar un programa calia introduir un codi en hexadecimal que a més a més havia de tenir un petit sistema de "boot" que feia arrancar 4 altres targetes de "boot" del sistema operatiu B1, per a iniciar el programa.
Totes les sèries de Century (100,200,101,251,300,50,8200) van tenir un problema tot i les novetats tecnològiques.
El seu disc va ser el primer a incorporar capçals per a la lectura. Aquests capçals passaven a molt poca distància del disc, per tant si no estava convenientment net, els capçals es trencaven amb molta facilitat.

### Bombe
La Bombe va ser produïda durant la Segona Guerra Mundial.
Basada en els dissenys d'Alan Turing, que dissenyava màquines per a descobrir el codi Enigma que feien servir els alemanys per a les seves transmissions de ràdio.
Originàriament Bombe era un disseny britànic, va ser creada a Bletchley Park al Març del 1940. Al llarg del temps se'n van anar produint i millorant el model. També es van començar a fer servir: durant l'any 1940 ja s'havien intervingut 178 missatges. Va ser a partir d'aquest èxit que els britànics en van donar les indicacions de fabricació als Estats Units. L'encarregada de fabricació va ser NCR.
Va resultar que gràcies als enginyers de NCR, la versió americana anava molt més ràpid que la britànica. A més a més hi havia diferències de funcionament entre les dues. La britànica quan trobava un possible codi correcte, feia sonar una campana i s'aturava, mentre que l'Americana seguia funcionant i "memoritzava" totes les possibles solucions.